# 8HevXII b

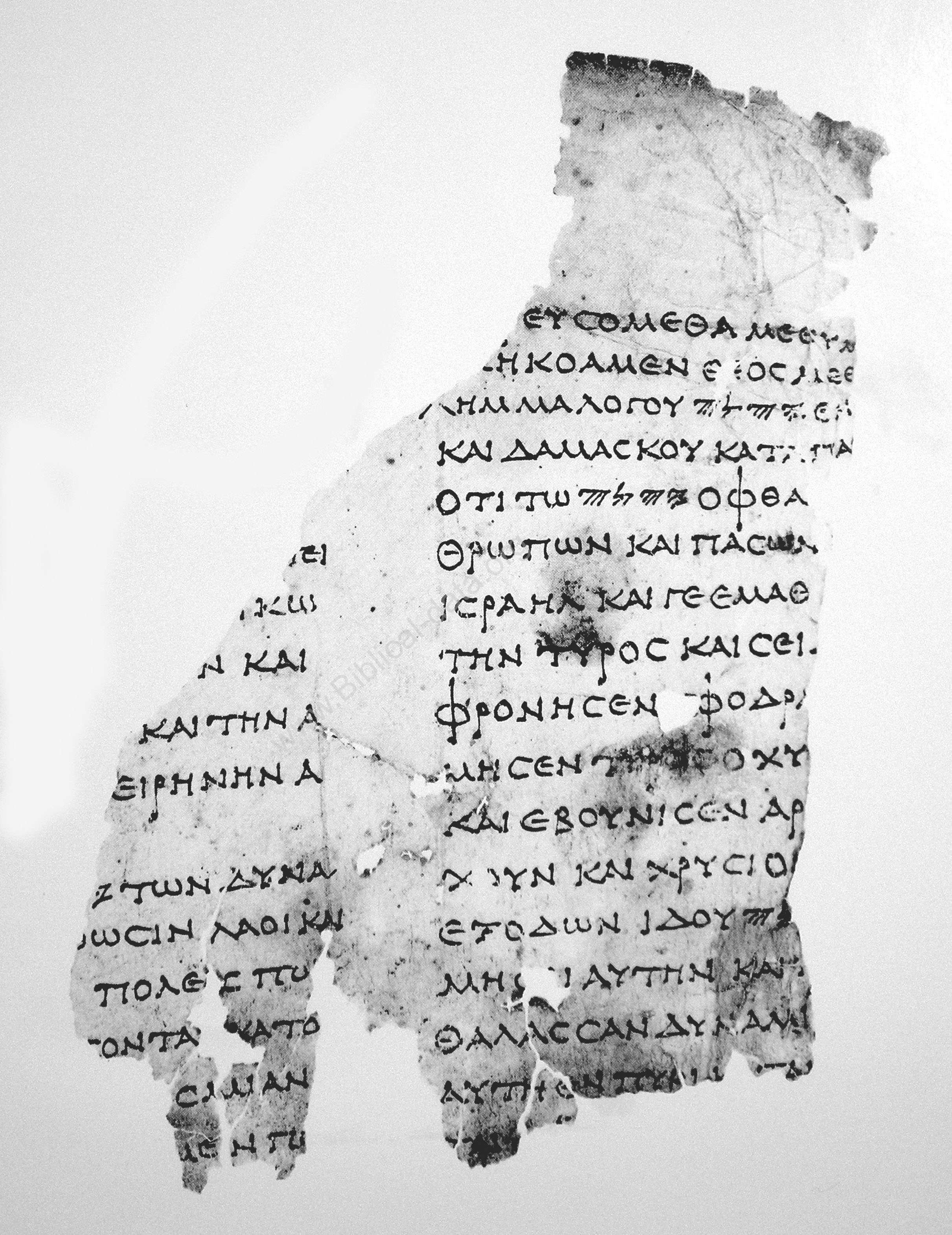
Frammento de Libro di Zaccaria

Il rotolo greco dei Profeti minori di Nahal Hever (8HevXII gr) è un manoscritto greco di una revisione della Septuaginta datata tra il I secolo a.C. e il I secolo d.C. È stato pubblicato per la prima volta da Dominique Barthélemy nel 1963. La sigla nel repertorio dei manoscrittii della Septuaginta compilato da Rahlfs è 943. Questo manoscritto si segna per l'uso del tetragramma nel I sec.

## Scoperta
Il rotolo è stato trovato in deserto della Giudea in una località chiamata Nahal Hever.

## Descrizione
Si tratta di un rotolo di pelle che contiene i libri della Profeti Minori. La pergamena contiene il Tetragramma biblico nei seguenti luoghi della Bibbia ebraica: Zac 8,20 9,1 (x2).4. Il manoscritto è stato pubblicato nel Supplements to Vetus Testamentum, Vol. X, nel 1963. Il nome abbreviato rotolo viene dalla pubblicazione che è stato pubblicato (LXX - manoscritti dei Settanta; Vetus Testamentum, Supplements tomo X, a è il primo frammento del rotolo).

## Posizione attuale
Il manoscritto è conservato presso il Rockefeller Museum di Gerusalemme con la sigla 8HevXII b.